# Pseudonapomyza pudica
Pseudonapomyza pudica är en tvåvingeart som beskrevs av Spencer 1977. Pseudonapomyza pudica ingår i släktet Pseudonapomyza och familjen minerarflugor. Inga underarter finns listade i Catalogue of Life.